# Cosmopolitan (koktejl)
Cosmopolitan je koktejl, jeden z oficiálních koktejlů IBA (Mezinárodní barmanská asociace).
Skládá se z citronové vodky - nejčastěji se používá Absolut Citron (40 ml), pomerančového likéru Cointreau (15ml) , limetové šťávy (15 ml) a brusinkového džusu (30 ml). Všechny ingredience se nalijí do šejkru s ledem a vyšejkrují, pak se scedí do předem vychlazené sklenice. Koktejl se stal slavným především díky seriálu Sex ve městě. V USA se 7. května slaví Národní den Cosmopolitanu.